# Херберт Тихи
Херберт Тихи (на немски: Herbert Tichy) е австрийски писател, геолог, журналист и алпинист.

## Биография
Роден е на 1 юни 1912 г. във Виена. След завършването на гимназия следва геология във Виенския университет, пътува до Азия и през 1937 г. защитава дисертация по геология на Индия.
Още като студент предприема далечни пътешествия. През 1933 г. заедно с Макс Райх, и двамата едва 21-годишни, преминават за пръв път с мотоциклет пътя до Индия. След второ пътуване до Индия през 1935 г. той обикаля свещената планина Кайлаш в Тибет, преоблечен като индийски поклонник. Минава и през Бирма и Афганистан. От това пътуване се ражда първата му книга, наречена „Към трона на боговете“, където той описва приключенията си през Хиндукуш, Хималаите, Бомбай, Делхи, Кабул, Кашмир, Бирма и Южен Тибет.
Друга много интересна негова творба, тъй като се развива в Индия в началото на 50-те години на XX век, е Метаморфозата на лотосовия цвят, където той описва политическата и социална атмосфера на наскоро независима Индия.
На 19 октомври 1954 г., като част от малка австрийска експедиция, той, шерпа Пасанг Дава Лама и неговият сънародник Йозеф Йохлер достигат върха Чо Ою за първи път в историята на алпинизма, при това без да използват кислород. Тяхното изкачване е единственото от първите изкачвания на осемхилядници, осъществено през следмусонния период, а експедиция им е и най-леката.
Херберт Тихи описва изкачването в книгата си Cho Oyu: By Favour Of The Gods, публикувана през 1957 г.
Умира на 26 септември 1987 г. във Виена.